# Spannbeton

Wirkungsweise der Vorspannung

Spannbeton ist eine Variante des Stahlbetons, bei der Stahleinlagen mit einer Zugkraft vorgespannt werden. Der Spannstahl erzeugt dabei Druckspannungen im Beton, so dass ein rissarmes Bauteil möglich ist. Die Bauweise wird vor allem bei Balken und Brückenträgern eingesetzt und ermöglicht bei gleichen Konstruktionshöhen (Dicken) im Vergleich zu schlaff bewehrtem Stahlbeton größere Stützweiten.

## Wirkungsweise

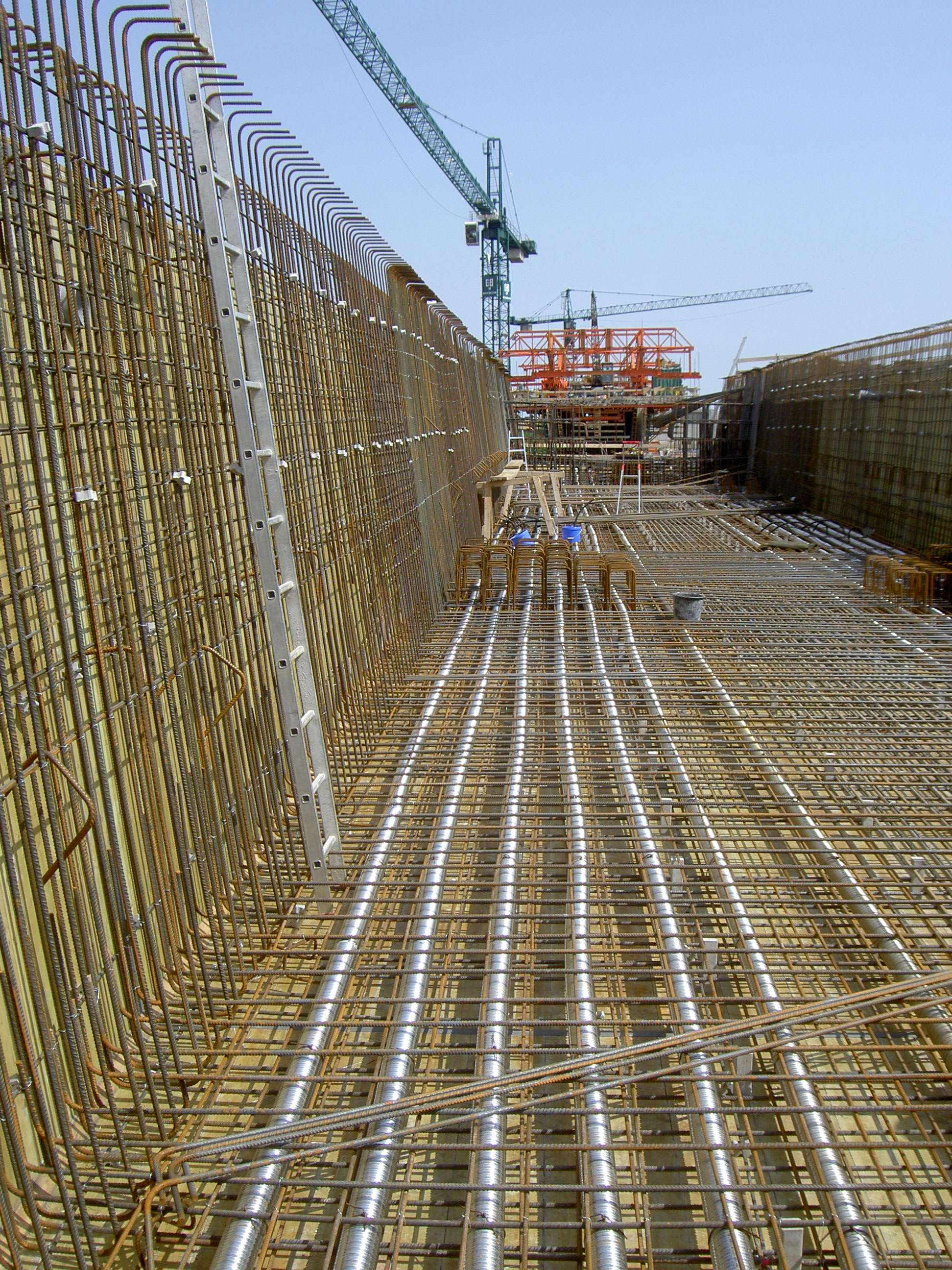
Bodenplatte einer Brücke mit Spanngliedhüllrohren

Spannbeton unterscheidet sich von sonstigem Stahlbeton durch eine planmäßige Vorspannung (=Vordehnung) der Stahleinlagen, der Spannglieder. Dabei stützen sich die gedehnten Spannglieder durch ihre Anker oder direkt durch Verbund mit dem Beton auf den Beton ab, wodurch dieser eine Druckbelastung sowie durch eine etwaige Exzentrizität der Verankerung gegenüber der Querschnittsschwerelinie eine Momentenbelastung erhält. Zusätzlich werden bei gekrümmten oder geknickten Spanngliedführungen Umlenkkräfte erzeugt. Das Bauteil ist durch die Vorspannung so belastet, dass bei Überlagerung mit den äußeren Einwirkungen wie Eigengewicht keine oder nur kleine Betonzugspannungen im Betonquerschnitt vorhanden sind. Da Beton nur geringe Zugspannungen aufnehmen kann (zirka 10 % im Vergleich zur Druckspannung), bevor er reißt, aber hohe Druckspannungen, ist der vorgespannte (gedrückte) Beton besser nutzbar. Das Bauteil ist im Bereich der Gebrauchslasten aufgrund einer fehlenden oder stark reduzierten Rissbildung steifer und weist daher bei großen Stützweiten und hohen Lasten kleinere Verformungen (Durchbiegungen) auf. Ein Steigern der Traglast kann durch das Verwenden von Spannstahl erreicht werden, da dieser im Vergleich zu normalem Bewehrungsstahl eine höhere Festigkeit hat. Besonders beim Brückenbau, aber auch im Behälterbau oder im Hochbau bei Bindern, Hohldielen oder Spannbeton-Fertigdecken findet Spannbeton heute seine Anwendung.

## Spannverfahren
Die Spannverfahren unterscheiden sich durch die Art der Verbundwirkung, wodurch sie auch ihre Bezeichnungen erhalten, sowie durch die Eintragungsart der Spannkräfte in ein Bauteil.

### Vorspannung mit Verbund

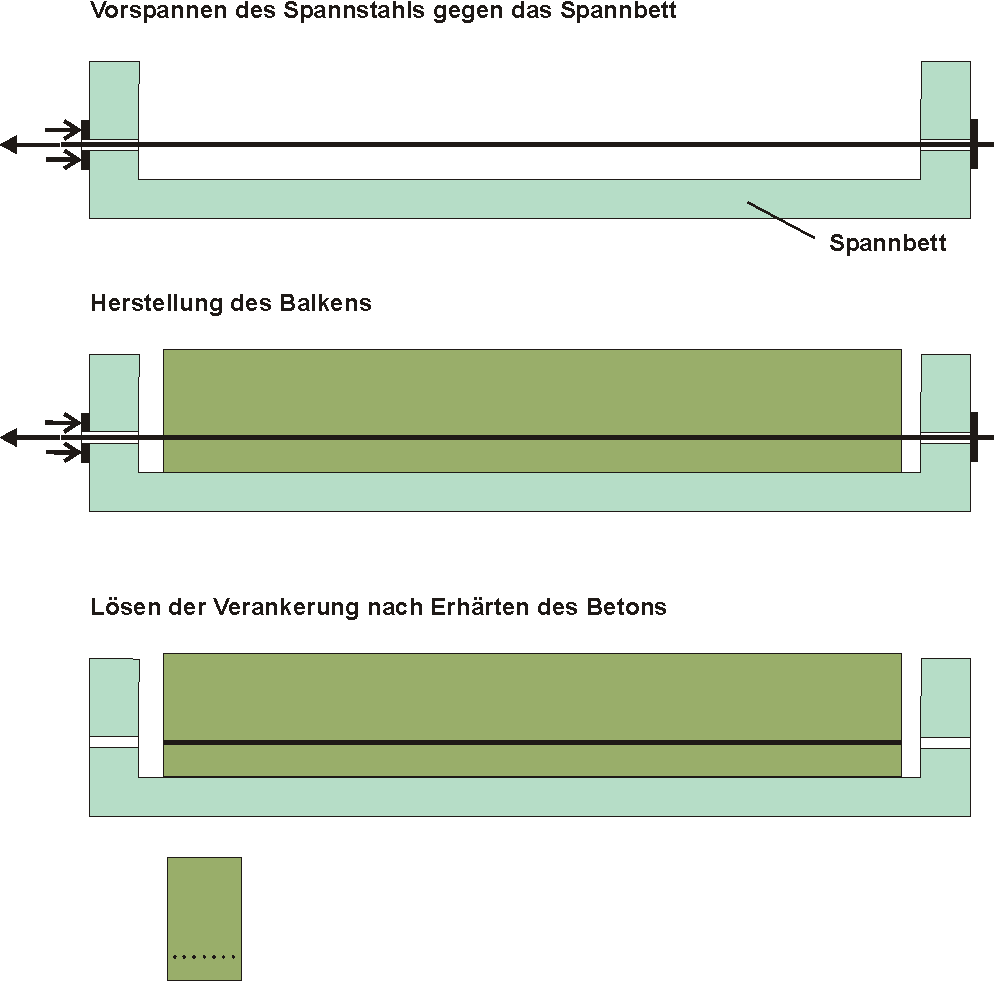
Spannbettvorspannung mit sofortigem Verbund

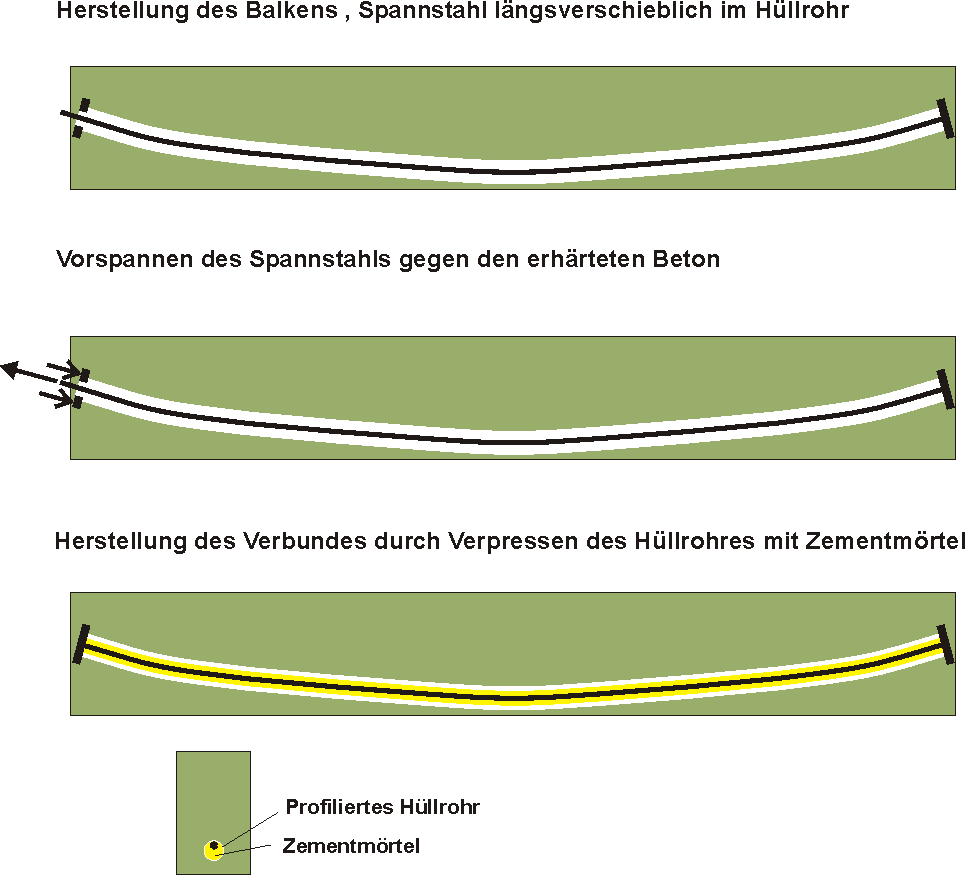
Kabelvorspannung mit nachträglichem Verbund

#### Sofortiger Verbund (Spannbettvorspannung)
Die Spanndrähte oder Spannlitzen sind kraftschlüssig mit dem Beton verbunden, sodass eine Relativverschiebung zwischen beiden Werkstoffen praktisch nicht stattfindet. Bei der Vorspannung mit sofortigem Verbund ist ein direkter Verbund zwischen Spannstahl und Beton vorhanden. Diese Methode wird vor allem im Spannbett von Fertigteilwerken angewendet, bei dem gegen externe Widerlager gespannte Spanndrähte oder -litzen in das Fertigteil einbetoniert werden. Nach dem Betonieren und Erhärten des Betons wird die Vorspannung gelöst. Durch den Verbund zwischen Beton und Spannstahl sowie ein Verkeilen des entspannten Drahtes (oder Litze) (Hoyer-Effekt) ist die Spannkraft im Fertigteil aufgebracht. Diese Art der Vorspannung ist nur bei einer geradlinigen Spannstahlführung möglich. Sie wird beispielsweise für die Herstellung von Eisenbahnbetonschwellen und Spannbetonhohldielen verwendet.

#### Nachträglicher Verbund
Bei der Vorspannung mit nachträglichem Verbund werden die Spanndrähte oder -litzen in einem profilierten Blech- oder Kunststoffhüllrohr zusammengefasst, dem Spannglied oder -kabel, und mit Ankerkörpern an beiden Enden ohne Vorspannung in einen Baukörper einbetoniert. Nach dem Abbinden des Betons werden die Spannstähle an den beweglichen Ankern gespannt. Abschließend werden die Hüllrohre mit einer speziellen Zementsuspension, dem Einpressmörtel, verpresst, wodurch ein kraftschlüssiger Verbund zwischen Spannstahl und Beton hergestellt wird. Die Spannkabelführung kann bei diesem Verfahren auch gekrümmt sein, womit dieses Verfahren große Anwendungsmöglichkeiten besitzt.

### Vorspannung ohne Verbund

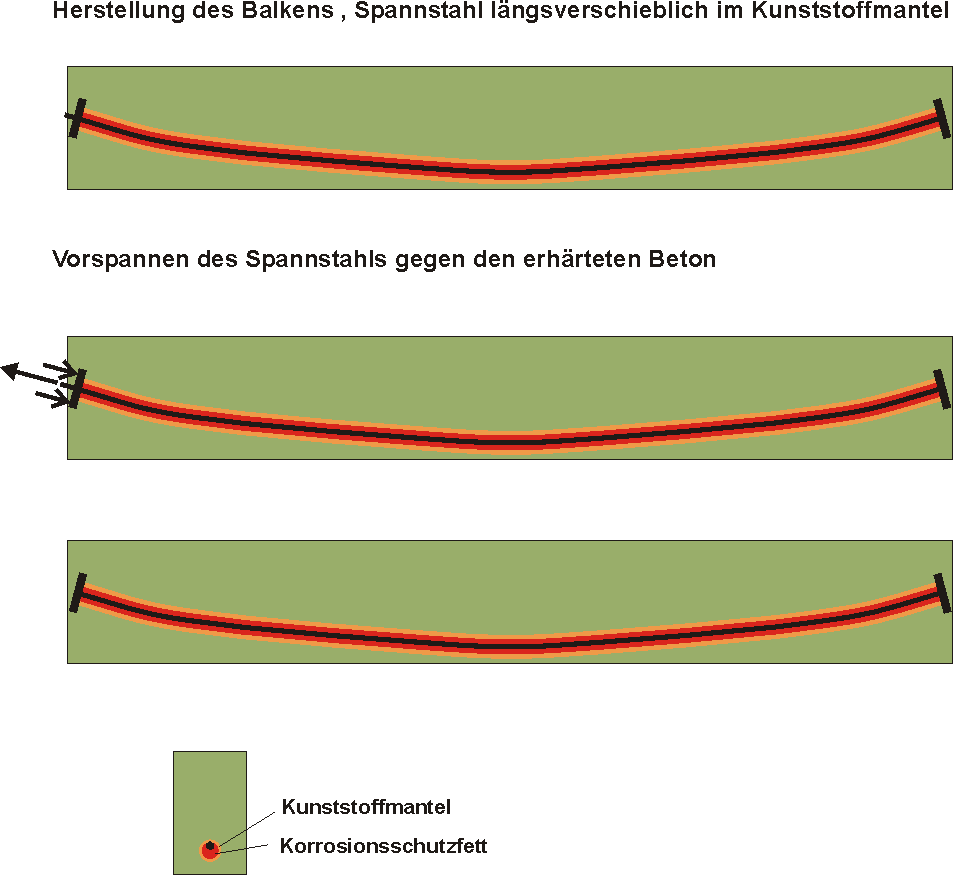
Interne Vorspannung ohne Verbund

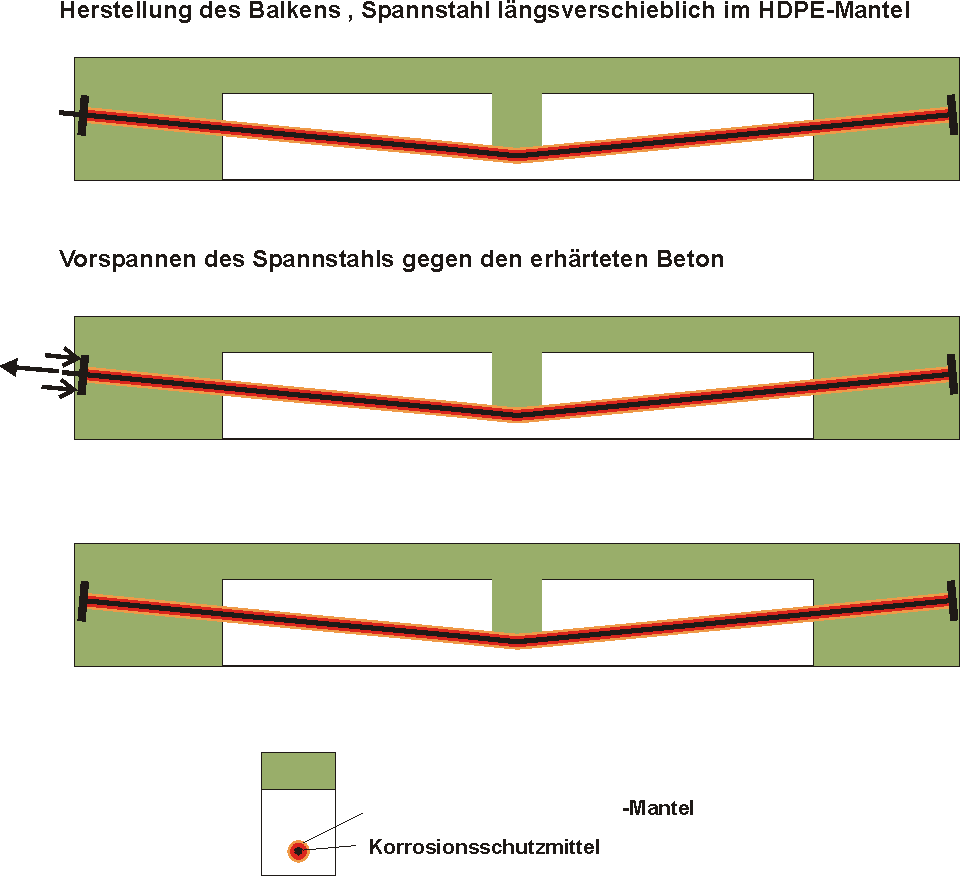
Externe Vorspannung ohne Verbund

Die Spanndrähte oder -litzen können sich zwischen den Ankerstellen zum Beton relativ verschieben. Dabei liegen bei der externen Vorspannung die Spannkabel, außer im Verankerungs- bzw. Umlenkbereich, nicht im Betonquerschnitt, sondern sind freispannend. Bei der internen Vorspannung sind die Spannglieder, wie beim nachträglichen Verbund, einbetoniert, allerdings nicht mit Zement umhüllt, sondern mit Fett, wie bei der Monolitze. Dadurch entfällt das Verpressen der Hüllrohre, was deutlich kleinere Durchmesser der Spannkabel ermöglicht und somit eine Anwendung des Spannbetons für dünne Bauteile wie Hochbaudecken. Eine gekrümmte Spannkabelführung ist möglich. Weil kein Verbund vorhanden ist, treten bei dieser Vorspannungsart durch äußere Lasten kaum Spannungsänderungen im Spannstahl auf, außerdem besteht die Möglichkeit nachzuspannen.

#### Im Betonquerschnitt (intern)
„Ein internes Spannglied ohne Verbund besteht aus einem oder mehreren einbetonierten und nachträglich vorgespannten Drähten, Litzen oder Stäben in einer Korrosionsschutzumhüllung, in der sich der Spannstahl in Längsrichtung frei bewegen kann und nur an den Ankerstellen fest mit dem Tragwerk verbunden ist. Diese Spannglieder müssen austauschbar sein.“

#### Außerhalb des Betonquerschnitts (extern)
„Ein externes Spannglied ist ein nachträglich vorgespanntes Spannglied, das außerhalb des Betonquerschnittes, aber innerhalb der Umhüllenden des Betontragwerkes liegt. Das Spannglied ist nur durch Ankerelemente und Umlenkelemente mit dem Betonüberbau verbunden.“
In Deutschland sind bei Straßenbrücken mit vorgespanntem Betonkastenquerschnitt seit Ende der 1990er Jahre vor allem wegen schlechter Erfahrungen mit ungenügend verpressten Hüllrohren nur noch zwei Varianten zulässig: Vorspannung ausschließlich mit externen Spanngliedern und die Mischbauweise (externe und interne Längsvorspannung).

### Vorgespannte Stahlverbundträger
Stahlverbundträger bestehen aus Stahlträgern und Betongurten, die durch Verbundmittel schubfest miteinander verbunden sind. Sie können durch eine gezielte elastische Verformung des Stahlträgers in Querrichtung zur Trägerachse durch das Herstellen des Verbundes vorgespannt werden, so dass der Beton nicht oder nur begrenzt reißt.
Beispielsweise werden Doppel-T-Träger mit oben und unten angeschweißten Bolzen zuerst mit Einzelkräften belastet und durchgedrückt. Es folgt im Werk das Betonieren des unteren Flansches. Der Träger wird nach Erstarrung des Betons entlastet und versucht sich in seine Ursprungslage zurückzuverformen. Dabei wird durch den Verbund mit dem Beton eine Druckkraft erzeugt, die zu einer Vorspannung führt. Vor Ort erhält er die obere Tragschicht aus Beton. Verbundträger sind steifer und flacher als vergleichbare Stahlträger.

## Korrosionsschutz
Da Kriechen und Schwinden des Betons die Vorspannkräfte der Spannglieder abbauen, sind besonders hohe Vordehnungen des Spannstahls erforderlich. Das bedeutet, bei einer vorgegebenen Spannkraft soll die Querschnittsfläche des Spannglieds möglichst klein sein. Dies ist nur durch Verwendung hochfester Stähle erreichbar. Die unter hohen Zugspannungen stehenden Stähle der Spannglieder der Spannbetonbauteile sind aber besonders korrosionsempfindlich. Der Korrosionsschutz durch Einpressmörtel oder Beton ist daher besonders sorgfältig auszuführen. Bei Vorspannung ohne Verbund wird der Korrosionsschutz üblicherweise durch eine werksmäßige Fettverpressung des Kunststoffrohrs erreicht, in dem der Spannstahl liegt.

## Schäden
Aufgrund mangelnder Erfahrung mit der neuen Technik und Unterschätzung der Umwelteinflüsse kam es in der Nachkriegszeit zu Einstürzen, notwendigen Abbrüchen oder aufwändigen Instandsetzungen verschiedener Spannbetonbauwerke. Ursache war meist die Spannungsrisskorrosion an Spannstählen (z. B. Neptunstahl). Teilweise wurden die Baustoffeigenschaften falsch eingeschätzt (unterschiedlicher Elastizitätsmodul des Betons je nach Gesteinszuschlägen) und Berechnungsverfahren waren ungenau (Vernachlässigung von Temperaturgradienten im Querschnitt). 
Im September 2024 stürzte zum Beispiel aufgrund korrodierter Spannstähle ein Teil der 1971 eröffneten Dresdner Carolabrücke ein.
Bei Neubauten, insbesondere im Brückenbau, werden Spannstähle innerhalb des Hohlkastens, außerhalb des   Konstruktionsbetons, in Hüllrohren mit einer Korrosionsschutzmasse geführt und extern vorgespannt, wodurch sie besser kontrollierbar und austauschbar sind. Durch Spanndrahtbruchortung können Risse der Spannstähle erkannt werden.

## Geschichte

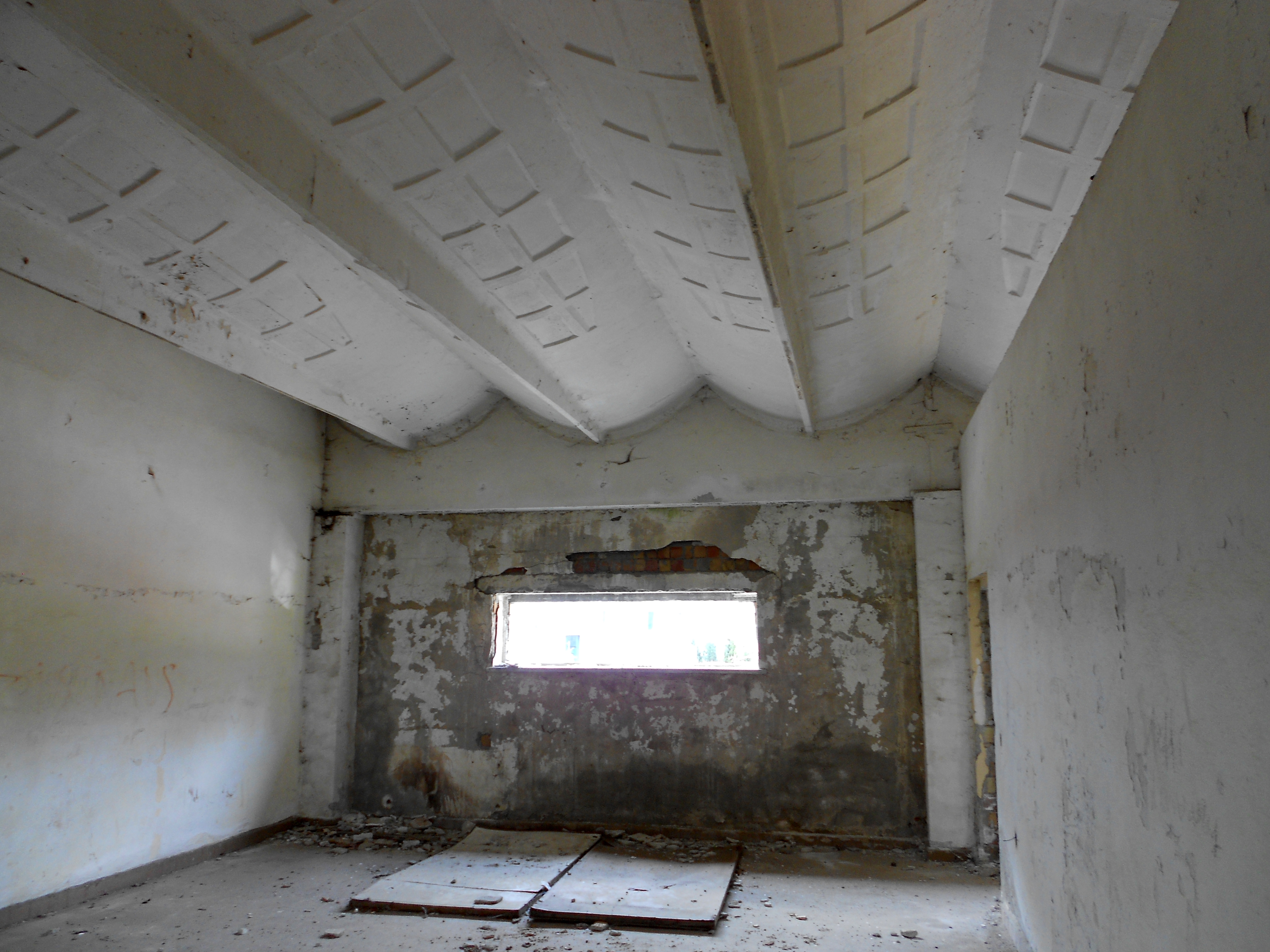
Halbschalenelemente mit Verstärkung der Zugzone: typische Spannbetonelemente in der DDR

Der erste Vorschlag, Beton vorzuspannen wurde 1886 von dem Amerikaner Jackson gemacht. 1888 meldete W. Döhring aus Berlin ein Patent an, welches zur Rissminimierung im Spannbett gespannte Drahteinlagen in Platten, Latten und Bälkchen vorsah. Ab 1907 wurden auf Vorschlag von Mathias Koenen an der TH Stuttgart erste Versuche mit einer im gespannten Zustand einbetonierten Bewehrung durchgeführt. Allerdings war die aufgebrachte Vorspannkraft aufgrund einer niedrigen Stahlspannung von 60 N/mm² durch Schwinden und Kriechen fast völlig wirkungslos. 1919 verwendete der böhmische Ingenieur Karl Wettstein für dünne Betonbretter Klaviersaiten aus hochfestem Stahl mit hoher Spannung und hatte Erfolg, dessen Gründe er jedoch nicht sah. Erst der Amerikaner Dill erkannte 1923, dass hochfeste Drähte mit hoher Spannung notwendig sind. Nach Plänen von Franz Dischinger wurde 1928 die Saalebrücke in Alsleben errichtet. Bei der Bogenbrücke aus Stahlbeton wurden in die Fahrbahnträger Zugbänder aus Baustahl St48 eingelegt und beim Ausrüsten der Brücke mit Pressen vorgespannt sowie abschließend einbetoniert.
Als Vater des heutigen Spannbetons muss der französische Ingenieur Eugène Freyssinet (1879–1962) bezeichnet werden. Er erkannte schnell die große Bedeutung des Vorspannens und widmete sich intensiv dieser Technik. Freyssinet schuf durch seine Untersuchungen über das Kriechen und Schwinden des Betons sowie den Einsatz von hochfesten stark vorgespannten Drähten die notwendigen Voraussetzungen zum erfolgreichen Vorspannen von Beton. Von 1928 bis 1936 ließ er sich verschiedene Erfindungen in Bezug auf Spannpressen und Verankerungen von Spanngliedern mit hochfestem Stahl und Stahlspannungen von 400 N/mm² patentieren. Freyssinet errichtete die ersten Spannbetonbauwerke, die sowohl aus im Spannbett vorgespannten als auch mit Kabel vorgespannten Elementen bestanden.

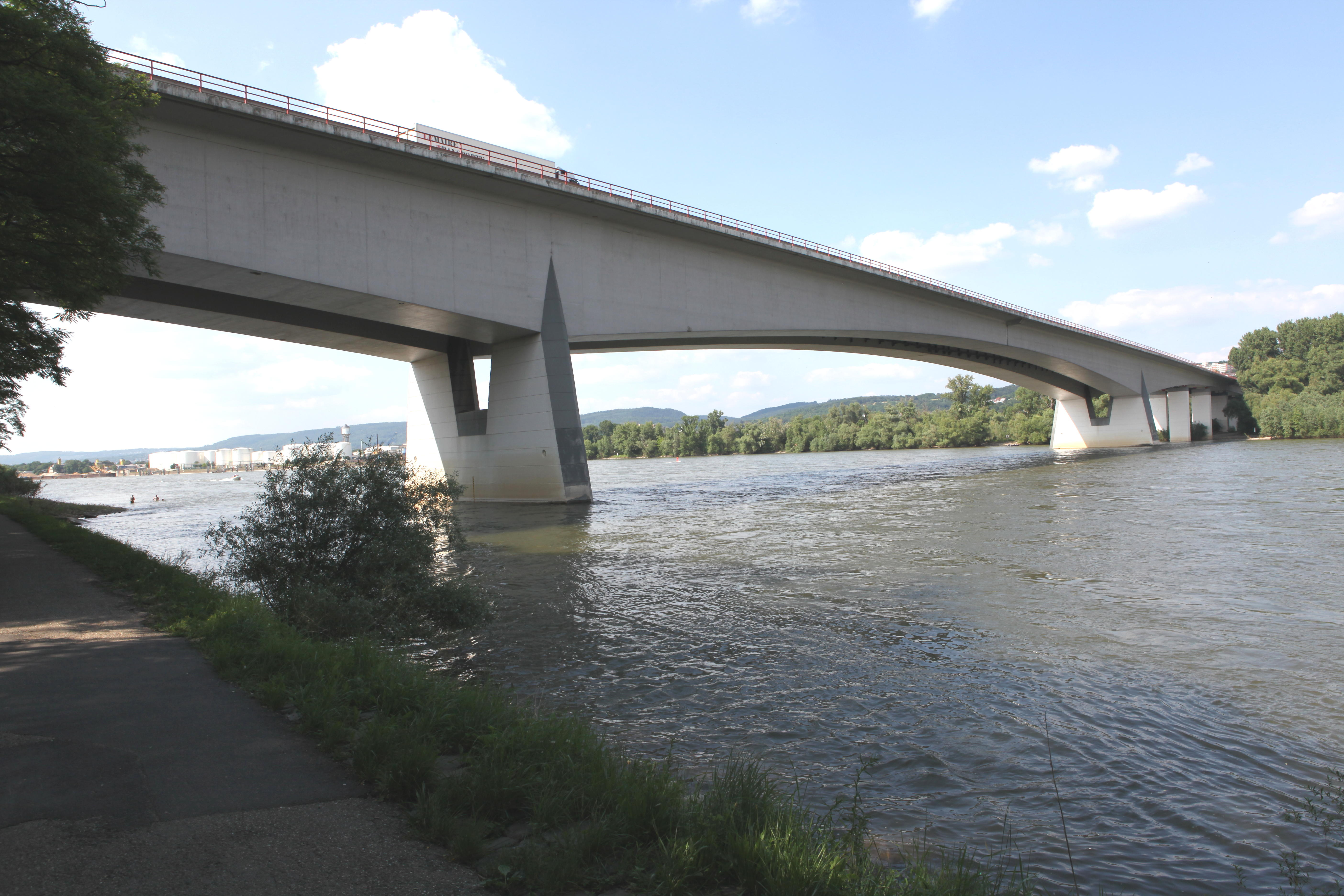
Rheinbrücke Bendorf von 1965

Die erste Spannbetonbrücke Deutschlands war die Bahnhofsbrücke in Aue (Sachsen). Sie überführt eine Straße mit einer maximalen Spannweite von 69 Metern über das Bahnhofsgelände und wurde von Franz Dischinger mit einer externen Vorspannung entworfen und 1937 erbaut. Die erste deutsche Spannbetonbrücke mit Vorspannung im Verbund, nach dem Verfahren von Freyssinet, war die 1938 errichtete Überführung Weg Hesseler zwischen Beckum und Oelde, die mit 33 Metern Stützweite die Bundesautobahn 2 überspannte und seit 2012 als technisches Denkmal an der Raststätte Vellern (Südseite, Fahrtrichtung Hannover) steht. Die Lahnbrücke in Balduinstein von 1951 war die erste im Freivorbau gebaute Spannbetonbrücke. 1965 wurde mit der Bendorfer Rheinbrücke eine Spannbeton-Balkenbrücke mit der Stützweite von 208 m, der damals größten der Welt, errichtet.
Die erste Straße Europas mit vorgespannten Fahrbahnplatten wurde im November 1953 zwischen Herbrechtingen und Mergelstetten freigegeben. Auf diesem Abschnitt der B19 wurde 2013 auch der erste Kreisverkehr mit einer Betonfahrbahn in Deutschland gebaut.
Beim Kernkraftwerk THTR-300 nach Rudolf Schulten, das 1985 in Betrieb ging, wurde ein Reaktordruckbehälter aus Spannbeton mit Stahlauskleidung (liner) eingesetzt, der sich aber im Betrieb nicht bewährte.